# Preč (otok)
Koordinati:   42°41′52″N, 17°41′19″E
Perč je majhen nenaseljen otoček v Jadranskem morju. Pripada Hrvaški.
Preč leži zahodno od rta Dugi rat na južni strani otoka Mljet. Površina otočka meri 0,038 km². Dolžina obalnega pasu je 0,81 km. Najvišji vrh na otoku je visok 43 mnm.